# Bellinsgauzen (månkrater)
Bellinsgauzen är en nedslagskrater på månen. Bellinsgauzen har fått sitt namn efter upptäcktsresanden Fabian von Bellingshausen.